# Tomáš Kučera (1991)
Tomáš Kučera (* 20. července 1991, Havlíčkův Brod) je český fotbalový záložník, od září 2016 do srpna roku 2023 působil v českém prvoligovém klubu FK Teplice. Naposled působil ve druholigovém klubu FK VIAGEM Ústí nad Labem a. s. Je známý také jako rapper pod pseudonymem TK27 ve skupině 58G. Jeho otcem je fotbalový trenér Roman Kučera. Mezi jeho fotbalové vzory patří Zinedine Zidane a Robert Pirès.

## Klubová kariéra
S fotbalem začínal v pěti letech v Slovanu Havlíčkův Brod, kde ho trénoval jeho otec. V roce 2003 zamířil s pěticí hráčů do Vysočiny Jihlava. Jeho otec tady začal trénovat mladší žáky, mezi nimiž byli například Jan Kopic či Stanislav Tecl. Postupně prošel mládežnickými výběry Jihlavy a v roce 2010 dostal příležitost v "B" týmu hrající MSFL, ale nadále nastupoval i za dorost. Ve stejném roce navíc prodělal i mononukleózu, což zbrzdilo rozjezd jeho kariéry. V sezoně 2010/2011 se poprvé objevil v dresu "A" mužstva, ale nadále hrával hlavně za "béčko". Přelomovým ročníkem se ukázal hned ten následující, kdy se stal stálým členem "áčka" a výraznou měrou pomohl k postupu do 1. ligy. Na konci července 2013 odešel na půlroční hostování bez opce do druholigového týmu FC Hradec Králové. V zimě si ho tehdejší jihlavský trenér Petr Rada stáhl z hostování zpět do mateřského celku. Celkem v dresu Jihlavy nastoupil v lize k 88 střetnutím, ve kterých dal osm branek.

### FC Viktoria Plzeň
Před sezonou 2015/16 odešel na roční hostování s následnou opcí na přestup do týmu FC Viktoria Plzeň.

#### Sezóna 2015/16
Debutoval v ligovém utkání 2. kola hraného 1. srpna 2015 proti FK Dukla Praha (prohra 0:1), odehrál celé utkání. S Viktorkou se představil v základní skupině Evropské ligy UEFA, kde bylo mužstvo nalosováno do skupiny E společně s FK Dinamo Minsk (Bělorusko), Villarreal CF (Španělsko) a Rapid Vídeň (Rakousko). V konfrontaci s těmito týmy Západočeši získali čtyři body, skončili na 3. místě a do jarní vyřazovací části nepostoupili. Za Plzeň v základní skupině Evropské ligy odehrál tři utkání. V zimě 2015/16 do mužstva přestoupil. V ročníku 2015/16 se částečně podílel na zisku mistrovského titulu Viktorie, klub dokázal ligové prvenství poprvé v historii obhájit.

### FC Vysočina Jihlava (hostování)
Po přestupu do Viktorky byl lednu 2016 poslán na hostování zpět do Jihlavy. Za klub během půl roku nastoupil k 12 ligovým zápasům, ve kterých vstřelil jeden gól.

### FK Teplice
V průběhu ročníku 2016/17 (v září 2016) odešel z Plzně na roční hostování mužstva FK Teplice. V únoru 2017 Teplice využily v předstihu opci zahrnutou ve smlouvě a získaly hráče na přestup. Kučera podepsal s mužstvem kontrakt na tři roky.

## Klubové statistiky
| Sezona  | Klub                        | Soutěž               | Zápasy | Góly |
| ------- | --------------------------- | -------------------- | ------ | ---- |
| 2010/11 | FC Vysočina Jihlava         | 2. liga              | 3      | 0    |
| 2011/12 | FC Vysočina Jihlava         | 2. liga              | 26     | 1    |
| 2012/13 | FC Vysočina Jihlava         | Gambrinus liga       | 19     | 1    |
| 2013/14 | FC Hradec Králové (host.)   | FNL                  | 10     | 1    |
| 2013/14 | FC Vysočina Jihlava         | Gambrinus liga       | 13     | 1    |
| 2014/15 | FC Vysočina Jihlava         | Synot liga           | 27     | 4    |
| 2015/16 | FC Viktoria Plzeň (host.)   | Synot liga           | 6      | 0    |
| 2015/16 | FC Vysočina Jihlava (host.) | Synot liga           | 12     | 1    |
| 2016/17 | FC Viktoria Plzeň           | ePojisteni.cz liga   | 3      | 1    |
| 2016/17 | FK Teplice                  | ePojisteni.cz liga   | 22     | 1    |
| 2017/18 | FK Teplice                  | Het Liga             | 29     | 1    |
| 2018/19 | FK Teplice                  | FORTUNA:LIGA         | 28     | 0    |
| 2019/20 | FK Teplice                  | FORTUNA:LIGA         | 32     | 1    |
| 2020/21 | FK Teplice                  | FORTUNA:LIGA         | 26     | 1    |
| 2021/22 | FK Teplice                  | FORTUNA:LIGA         | 15     | 0    |
| 2022/23 | FK Teplice                  | FORTUNA:LIGA         | 28     | 3    |
| 2023/24 | FK Ústí nad Labem           | Česká fotbalová liga | 16     | 1    |

## Reprezentační kariéra
V reprezentaci údajně odehrál pouze přátelské utkání proti Švédsku U19 let za Česko U19, Fotbalová asociace ČR jej však v zápise o utkání neeviduje. V dubnu 2012 jej trenér Jakub Dovalil pozval na přípravné utkání Česka U21 proti Slovensku U21, ve kterém ale nenastoupil.

## Hudební kariéra
V neděli 18. listopadu 2018 se Tomáš Kučera objevil v klipu k tracku "Off Season" od rappera CA$HANOVA BULHAR z uskupení DVOJLITRBOYZZ. Kučera v něm vystupuje pod přezdívkovou TK27, která spojuje jeho iniciály s číslem dresu, a jako jeden z přizvaných interpretů dostane prostor zhruba tři čtvrtě minuty. Ve své sloce se vulgárně dotkne třeba pražské Sparty, ale také fotbalových funkcionářů, jmenovitě bývalého místopředsedy FAČR Romana Berbra a bývalého šéfa asociace Miroslava Pelty. Kvůli tomuto hudebnímu počinu mu byla z důvodu znevážení dobrého jména fotbalu disciplinární komisí FAČR vyměřena pokuta 60 tis. Kč, později byla ale po hráčově omluvě snížena na 40 tis. Kč. Představenstvo Teplic se za svého hráče postavilo a vydalo veřejné prohlášení, že jim původní trest přijde nepřiměřený s argumentací, že Kučerův projev byl v rámci rapového žánru běžný. Poukazoval i na to, že Sparta, která byla rovněž v klipu zmíněna, zareagovala s nadhledem. Podle Kučery byla celá kauza zbytečně nafouknutá.
16. června 2019 vydal CA$HANOVA BULHAR svoje album Hood Celebrity 3, na kterém se objevuje i Kučera ve skladbě Tah na branku.
První větší rapový projekt 58 tape vol.1 vydal spolu s dalšími umělci sdruženými v uskupení 58G 17. července 2020. Zde se objevuje na 7 z 10 celkových skladeb. Druhý projekt 58 tape vol.2 vydal s dalšími umělci sdruženými v uskupení 58G 1. června 2021. Dne 13. října 2022 vydal s 58G album City Park.